# Monodelphis reigi
Monodelphis reigi — вид сумчастих ссавців родини Опосумові (Didelphidae). Вона названа на честь аргентинського біолог Освальдо Райга (ісп. Osvaldo Reig, 1929-1992).

## Поширення
Цей вид був вперше описаний в одиничних екземплярах, зібраних в 1971 році, з Сьєрра-де-Лема, недалеко від східного кордону між Венесуелою і Гаяною. Тип екземпляр був знайдений в вічнозелених гірських лісів. Зустрічається від 1100 до 2050 м.

## Загрози та охорона
У венесуельському ареалі велика міжнародна дорога, лінія електропередач високої напруги і туристична діяльність являють собою потенційну порушення в Національному парку скрізь до кордону з Бразилією. Існує втрата лісів в районі через видобуток золота і алмазів. Відомі записи з Венесуели в Національному парку Канайма.